# Рожков, Виктор Дмитриевич
Виктор Дмитриевич Рожков (род. 1 сентября 1950, Володинское сельское поселение, Тюменская область) — российский политический деятель, депутат Государственной думы второго созыва

## Биография
После окончания Академии МВД РФ в 1984—1987 г. был начальником РОВД г. Тюмени.
В 1989—1993 г. заместитель начальника УВД Тюменской области по следствию.
В декабре 1995 был избран депутатом Государственной Думы РФ второго созыва по Ишимскому округу № 178 (Тюменская область). Занимал пост председателя подкомитета по законодательству по борьбе с коррупцией и преступностью Комитета Государственной Думы по безопасности. 24 июня 1997 года был избран заместителем председателя Комитета.
02.09.1998 досрочно сложил с себя полномочия депутата в связи с назначением на должность руководителя УВД по Тульской области.